# Girándula

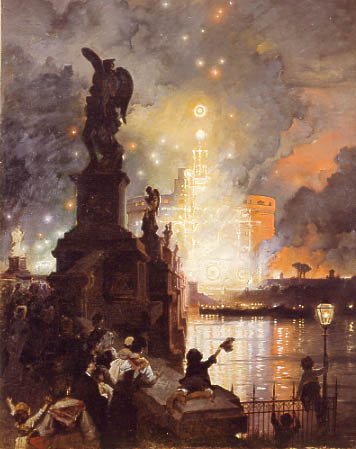
Girándula en el Castillo de Sant Angelo, Aerni (1874-1880)

Se llama girándula a cierta rueda de cohetes que dando vueltas a la redonda y girando al mismo tiempo despide rayos de fuego a modo de cometas con gran estruendo. 
Esta invención se importó a España desde Italia y se usaba regularmente en Roma con motivo de la fiesta de los Apostolés y San Pedro y San Pablo y otras en que se colocan luminarias en señal de regocijo. 